# Salvator (Vorname)
Salvator ist ein männlicher Vorname.

## Herkunft und Bedeutung
Der Name Salvator ist lateinischen Ursprungs. Er bedeutet Retter, Heiler, Erlöser und wird oft als Beiname Jesu Christi genannt, im Deutschen in diesem Zusammenhang auch als Heiland bezeichnet.

## Namensträger
- Salvator von Horta (1520–1567), heiliggesprochener spanischer Laienbruder des Franziskanerordens
- Salvator Rosa (1615–1673), italienischer Maler

Zwischenname
- Franz Salvator von Österreich-Toskana (1866–1939), Erzherzog von Österreich
- Johann Salvator von Österreich-Toskana (1852–1890?), Erzherzog von Österreich
- Karl Salvator von Österreich-Toskana (1839–1892), Erzherzog von Österreich und Prinz von Toskana
- Ludwig Salvator von Österreich-Toskana (1847–1915), Erzherzog von Österreich und Prinz von Toskana